# آرمسترانگ سیدلی
آرمسترانگ سیدلی (به انگلیسی: Armstrong Siddeley) یک گروه مهندسی بریتانیایی بود که در خلال نیمهٔ نخست سدهٔ بیستم فعالیت می‌کرد. این گروه در سال ۱۹۱۹ شکل گرفت و بیش از همه به عنوان تولیدکنندهٔ خودروی لوکس و موتور هواگرد معروف است.
این شرکت پس از خرید شرکت سیدلی-دیزی به وسیلهٔ آرمسترانگ ویتورث پدید آمد. سیدلی-دیزی تولیدکنندهٔ خودروهای سواری بود که بازار آن در میان طبقات بالای جامعه بود. پس از ادغام این شرکت‌ها این تمرکز روی کیفیت در تولید خودروی سواری، موتور هواپیما، گیربکس برای تانک و اتوبوس، موتور راکت و اژدر و ساخت وسیله نقلیه ریلی ادامه یافت. ادغام کنندگان این شرکت با شرکت‌های هاوکر اوییشن و بریستول آیرو انجینز ادامهٔ تولید خودرو را در نظر داشتند، ولی تولید خودرو در اوت ۱۹۶۰ متوقف شد. این شرکت جذب شرکت خوشه‌ای رولز-رویس لیمیتد که علاقه‌مند به تولید هواگرد و موتور هواگرد بود شد.